# الأخطاء والغرابة والشذوذ

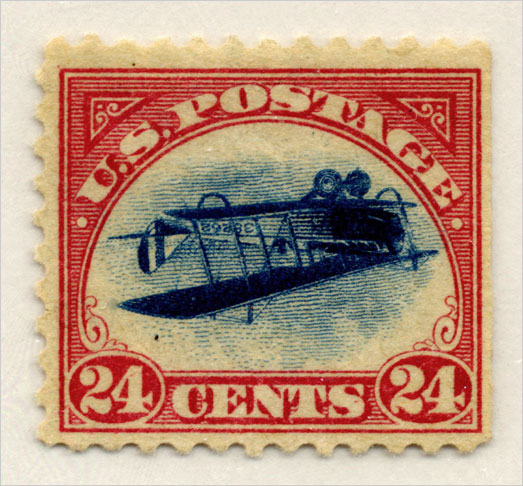
"الجيني المقلوبة" صدر في عام 1918.

في علم جمع الطوابع تشير الأخطاء والغرائب والشذوذ (إي أف أوه) بشكل جماعي إلى مجموعة واسعة من الأخطاء التي قد تحدث أثناء إنتاج طوابع البريد.
تتخذ السلطات البريدية عمومًا بعض التدابير لضمان عدم تسرب الأخطاء من مصنع الطباعة، ولكي تكون صالحة يجب أن تكون طوابع الإي أف أوه قد بيعت إلى العميل. وتسمى الأخطاء التي يهربها الموظفون باسم نفايات الطابعة ولا يتم الاعتراف بها كطوابع شرعية، وقد تتم مصادرتها من هواة جمع الطوابع، وتعتبر عملة نيكسون المقلوبة مثالاً معروفًا حديثًا لخطأ جديد واضح تبين أنه سرقة بسيطة من قبل المطلعين. قد تحاول السلطات وضع اليد على الأخطاء المباعة بشكل مشروع -كما حدث مع ورقة جيني المقلوبة الأصلية- ولكن عادة ما يكون هواة الجمع أذكياء بما يكفي للاحتفاظ بهذه المكاسب المفاجئة.

## الأخطاء
خطأ طابع البريد هو أي نوع من أنواع الفشل في عملية طباعة الطوابع والذي يؤدي إلى عدم ظهور الطوابع بالمظهر المقصود. تتضمن الأخطاء استخدام الألوان الخاطئة والفئات الخاطئة والأجزاء المفقودة من التصميم وعناصر التصميم الموضوعة في غير مكانها أو المقلوبة وما إلى ذلك. ويُستخدم مصطلح "خطأ" عادةً للإشارة إلى الإخفاقات الواضحة في عملية الإنتاج والتي (من المحتمل) أن تتكرر على العديد من الطوابع، في حين تُعرف الأخطاء الفريدة أو الجودة الرديئة باسم "الغرابة" أو "الشذوذ". كما أن عيوب لوحة الطباعة مثل: الشقوق أو التآكل أو حتى العيوب المستمرة وإصلاحات اللوحة مثل: إعادة الدخول لا تعتبر أخطاء أيضًا.
الأخطاء الحقيقية غير شائعة أو حتى نادرة، إذ أن الإدارات البريدية لديها عدة طبقات من مراقبة الجودة والتفتيش، ويقومون بالتعامل مع معظم مشاكل الطباعة قبل أن تصل الطوابع إلى الجمهور. وقد يوجد خطأ معين فقط في بضع عشرات من النسخ، وبعض الأخطاء المعروفة -مثل خطأ تريسكيلينج الأصفر- تعتبر فريدة من نوعها. وهي ذات قيمة كبيرة لدى هواة الجمع، حيث يصل سعر بعضها إلى آلاف المرات أعلى من سعر الطوابع العادية من نفس نوعها.
إن الأخطاء معروفة في كل مرحلة من مراحل الإنتاج بدءًا من التصميم إلى النقش إلى استنساخ القالب إلى الطباعة نفسها وحتى التثقيب. ومن الناحية النظرية فإن أخطاء الصمغ ممكنة، ولكن في الممارسة العملية فإن الطوابع المستعملة لا تحتوي على صمغ وإن أي خطأ يصبح غير قابل للكشف.
أكبر خطأ في طابع البريد هو طابع "تمثال الحرية الأبدي" للولايات المتحدة الأمريكية لعام 2011. إذ يُظهر الطابع نسخة طبق الأصل من تمثال الحرية في لاس فيغاس وليس تمثال الحرية الأصلي في نيويورك. وقد صدر الطابع في ديسمبر 2010 ولم يُلاحظ الخطأ حتى مارس 2011. وقاموا بالتعرف على الخطأ بواسطة سونيبيكس وهي وكالة صور فوتوغرافية في تكساس. وقد أنتجت عشرة مليارات ونصف المليار من طوابع الأخطاء.
يدرك هواة جمع الطوابع أن الخطأ البسيط في كتالوج طوابع واحد قد لا يعتبر خطأً على الإطلاق في كتالوج آخر. بالإضافة إلى ذلك لا يوجد تعريفات مقبولة عالميًا لمصطلحي الغرابة والشذوذ داخل مجتمع إي أف أوه. ولقد ألف جون هوتشنر العديد من المقالات المحترمة حول هذا الموضوع والتي توفر وضوح تصنيف الأخطاء.
وفيما يلي قائمة بأنواع الأخطاء الرئيسية:
- خطأ في التصميم: قد تكون الصورة لموضوع خاطئ أو قد تظهر الخرائط حدودًا خاطئة أو قد يكون النقش خاطئًا فعليًا أو قد يكون النص مكتوبًا بشكل خاطئ وما إلى ذلك.
- خطأ في القيمة أو موضوع بديل: يتكون القالب من عناصر متعددة ويحتوي على عناصر خاطئة مختلطة معًا، على سبيل المثال: استخدام فئة ذات قيمة منخفضة في تصميم مخصص للقيم العالية فقط.
- خطأ الإغفال: جزء من تصميم الطوابع مفقود.
  - اللون المفقود: مرتبط بعمليات الطباعة التي تطبع الطابع بألوان مختلفة متعددة.[4]
  - طباعة زائدة مفقودة: طابع صالح للإرسال فقط عندما يكون مطبوعًا زائدًا ولكن مع طباعة زائدة مفقودة.[5]
- طبعة مزدوجة: طباعة الطابع أو الطباعة الفوقية مرتين، بحيث تكون إحدى الطبعتين منفصلة عن الأخرى.[6]
- خطأ عكسي: طباعة جزء من الطابع رأسًا على عقب.
  - طباعة مقلوبة: طباعة الكتابة الفوقية على الطابع بشكل مقلوب.
- خطأ في اللون: طباعة الطابع باللون (الألوان) الخاطئة.
- خطأ في الورق: طباعة الطابع على نوع خاطئ من الورق والذي قد يحتوي -على سبيل المثال- على علامة مائية أو لون مختلف عن المقصود.
- خطأ الثقب: الثقوب مفقودة على جانب واحد أو عدة جوانب أو وضعت في المكان الخطأ (على سبيل المثال قطريًا). وبما أنه من الممكن إزالة الثقوب عن طريق قطعها فيقومون بجمع الطوابع غير المثقوبة في أزواج.

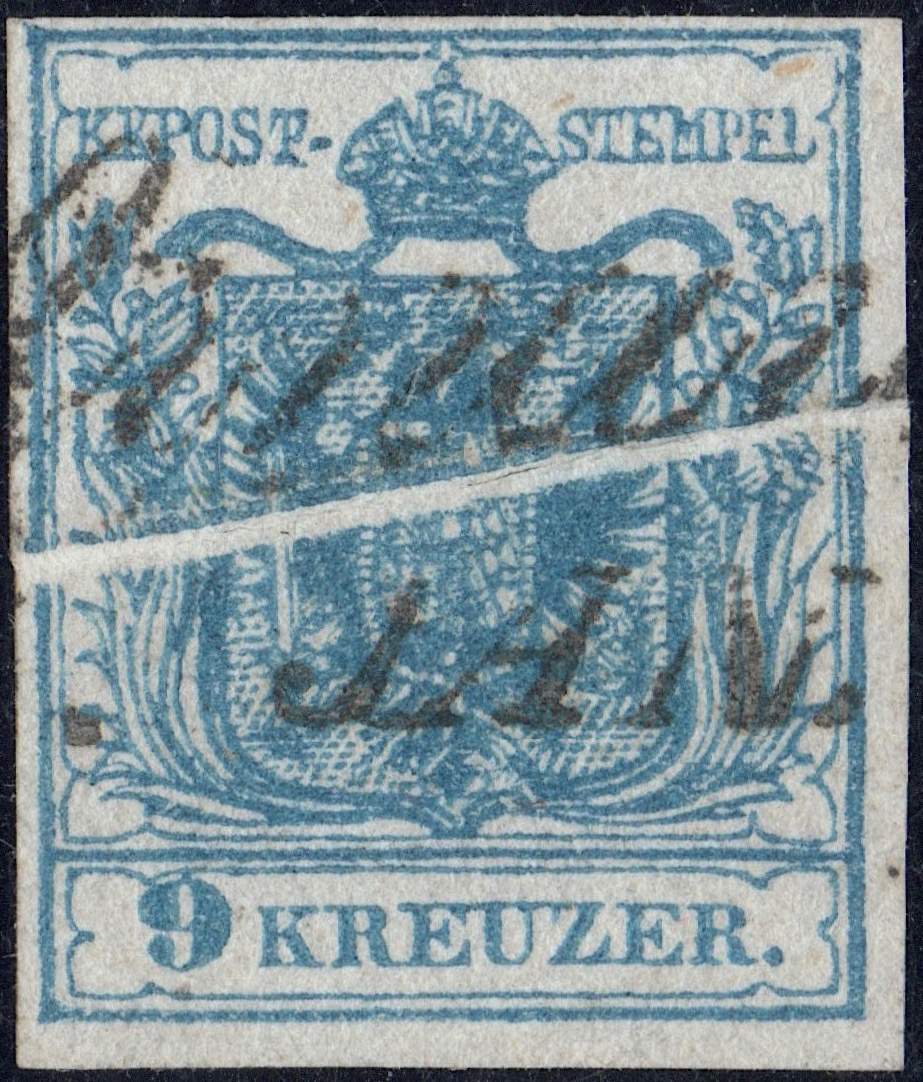
طية ورقية قطرية (النمسا 1850).
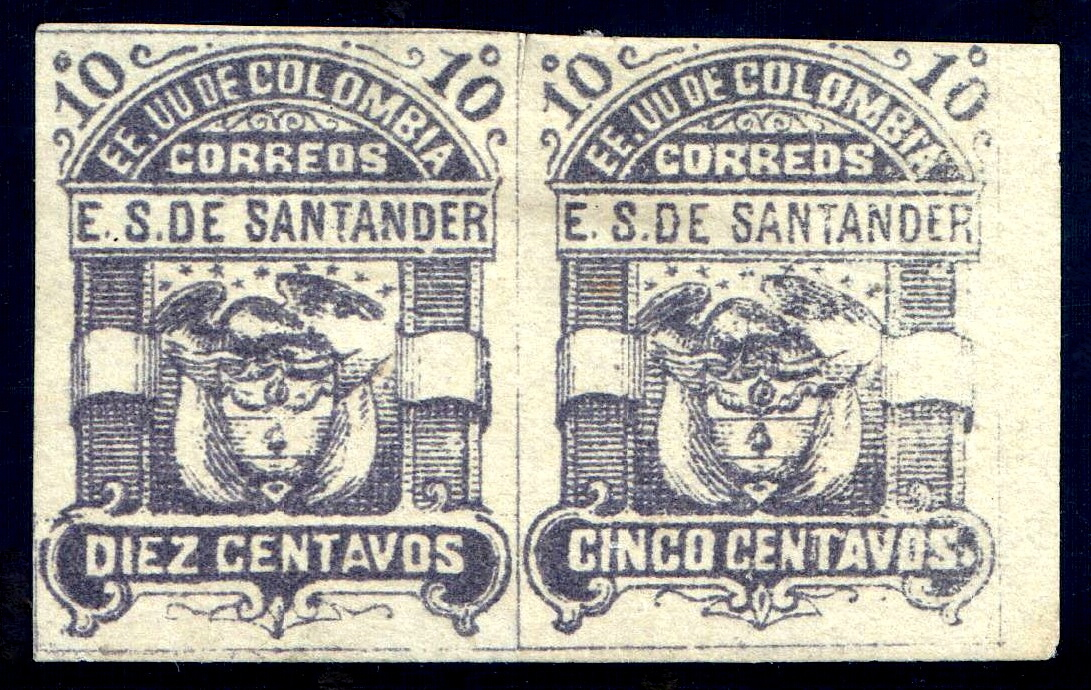
زوج من الأخطاء المبتذلة. الختم الأيمن يحمل "Cinco" بدلاً من "Diez" (سانتاندر 1886).
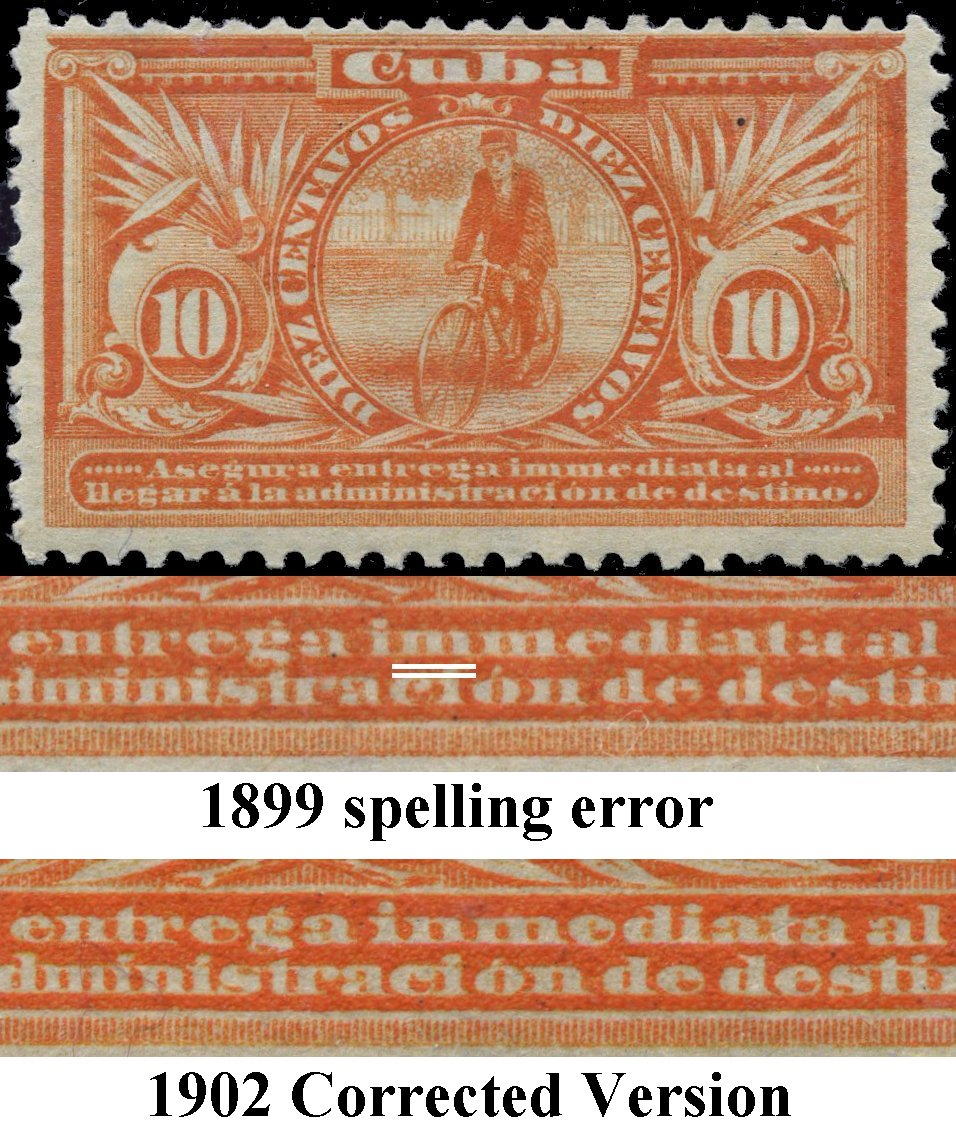
خطأ محرج في التصميم. في عام 1899 احتلت الولايات المتحدة كوبا وزودتها بطوابع بريدية. وكانت الكلمة الإسبانية "inmediata" مكتوبة بشكل خاطئ على هذا الطابع ("immediata"). صحح هذا الخطأ عندما أعادت الجمهورية الكوبية طباعته في نوفمبر 1902.
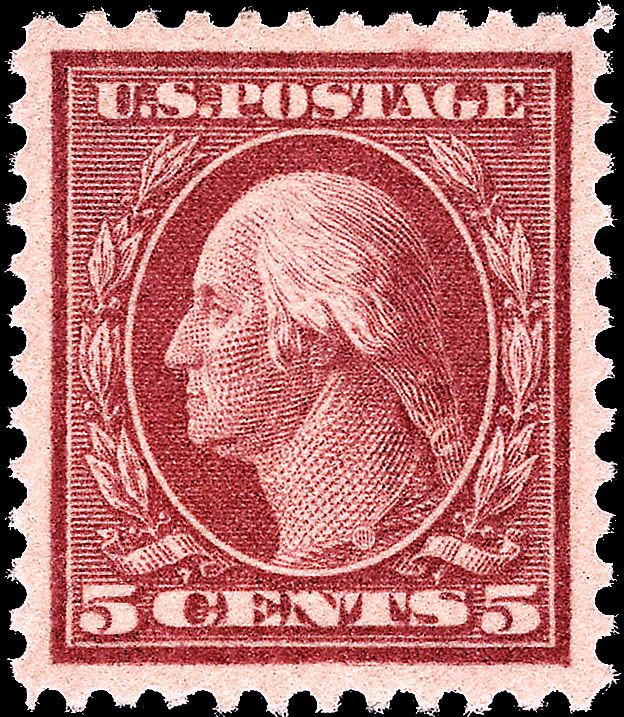
خطأ في القيمة. بقيمة 5 سنتات مع وضع قالب بقيمة 5 سنتات بشكل خاطئ في ورقة بقيمة 2 سنت (الولايات المتحدة حوالي عام 1917).
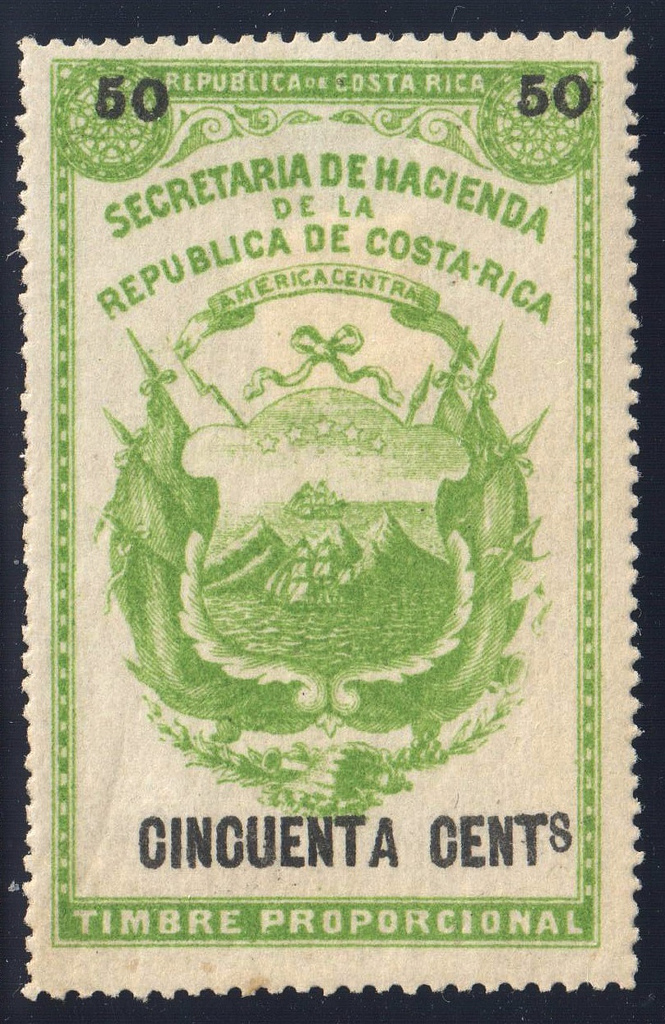
50 سنتافو خطأ في اللون. الأخضر بدلاً من الأحمر (كوستاريكا 1870).
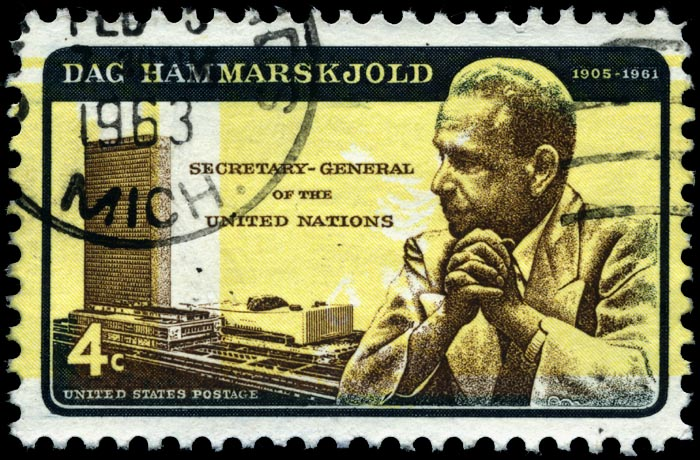
بمجرد اكتشاف خطأ الطابع التذكاري لداج همرشولد المقلوب [الإنجليزية] باللون الأصفر، قاموا بطباعة 40.270.000 نسخة منه لمنع التكهنات. بحيث فقط العينات الأصلية المطبوعة عن غير قصد تعتبر أخطاء. (الولايات المتحدة 1962)
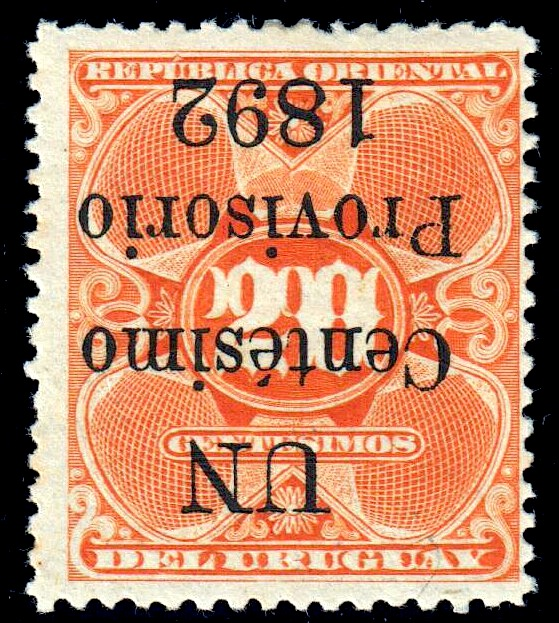
طباعة مقلوبة (أوروغواي 1892).
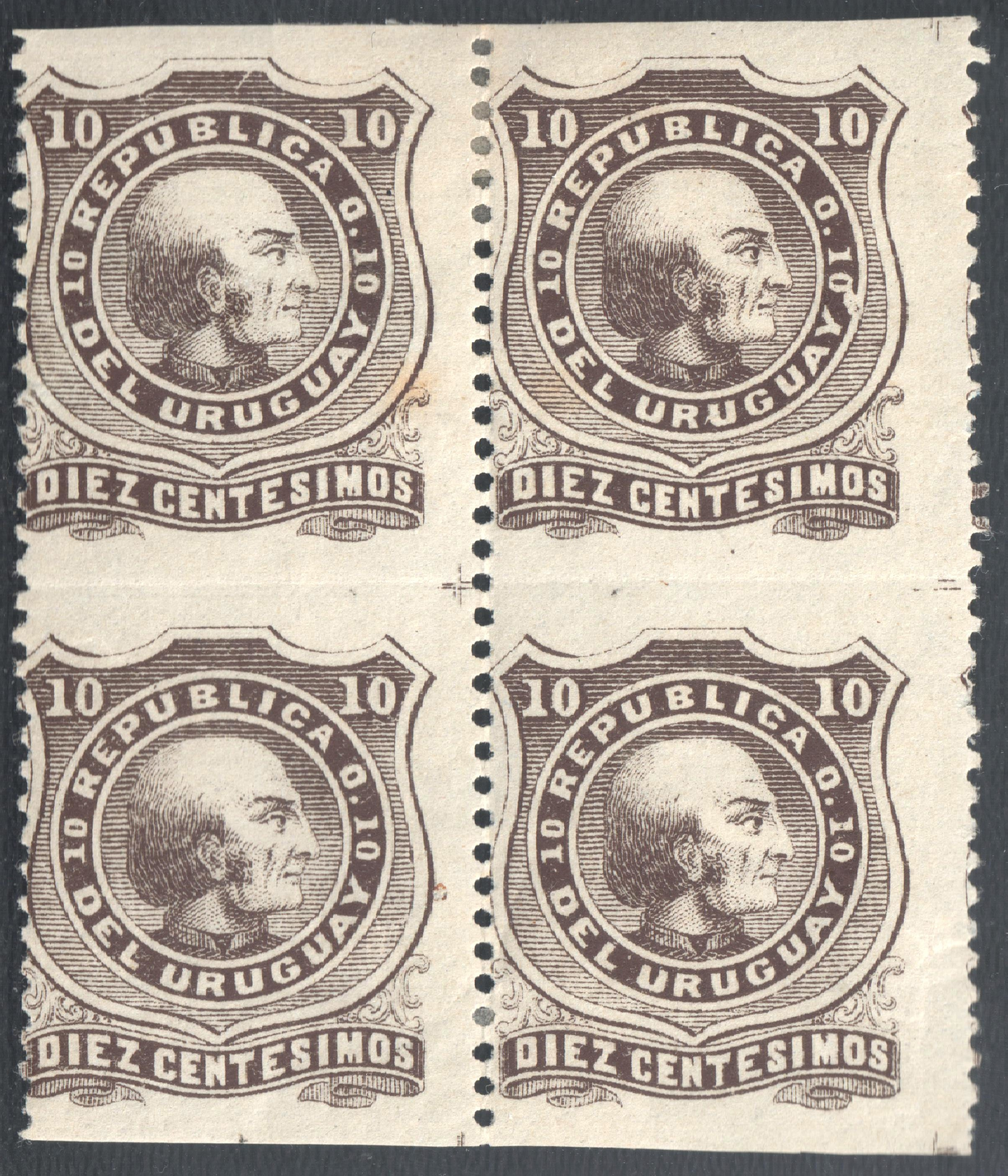
ثقب أفقي مفقود (أوروغواي 1883).

## الغرابة
إن الغرابة هي حادث لمرة واحدة في عملية الإنتاج. وتشمل الظواهر الغريبة طيات الورق التي تؤدي إلى ظهور طوابع نصف مطبوعة ونصف فارغة، و"ثقوب مجنونة" تمتد بشكل قطري عبر الطوابع، والحشرات المضمنة في الطوابع في أسفل الحبر.

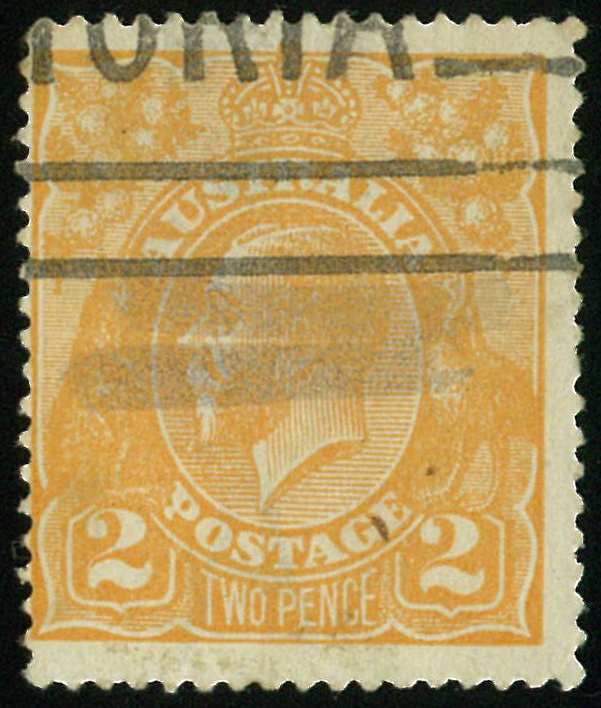
طابع غريب ومادة غريبة مدمجة في طابع ورقي فوق الرقم 2 (أستراليا 2 د الملك جورج الخامس قالب برتقالي 1 عام 1920).

## الشذوذ
الشذوذ في الطوابع هو شيء يقع ضمن حدود قابلية استخدام الطوابع، لكنه لا يزال يتمتع بمظهر مميز. النوع المعتاد من الشذوذ هو التسجيل الخاطئ على طابع متعدد الألوان، والذي يمكن أن يؤدي إلى ظهور قمصان تحتوي على مجموعتين من الأزرار، وعينين فوق رأس الشخص، وما إلى ذلك. ويمكن أن تكون هذه الأخطاء شائعة للغاية. ويشتهر طابع البريد الكندي الصادر في عام 1898، والذي يصور خريطة العالم مع الممتلكات البريطانية باللون الأحمر أقاليم ما وراء البحار البريطانية، بألوان غريبة غير عادية تبدو وكأنها أقاليم ما وراء البحار البريطانية تدعي ملكية كل أوروبا، أو الولايات المتحدة، أو آسيا الوسطى لبريطانيا.

## روابط خارجية
- ريك ميلر، الأخطاء مقابل الأخطاء، النزوات والغرائب
- طوابع العالم ذات المركز المقلوب
- نادي جامعي الأخطاء والغرائب والطرائف